# Березанский рунический камень
Березанский рунический камень — скандинавский рунический камень XI века, найденный на черноморском острове Березань, сейчас Николаевский район, Николаевская область Украина. 
Рунический камень найден в 1905 году профессором классической филологии, историком и археологом Эрнстом фон Штерном во время археологических раскопок на выявленном им скандинавском погребении.

## Описание
Камень найден при раскопках на Березани в 1905 году профессором Новороссийского университета Э. Р. фон Штерном. По сведениям фон Штерна, плита находилась в курганной насыпи, где были обнаружены захоронения. Плита была расположена возле головы погребенного, а надпись была перевернута текстом вниз.
Камень с надписью сделан из известняка, нижняя часть его не сохранилась. Размеры плиты: высота — 0,47 метра, ширина — 0,48 метра. Руны высечены по дуге, по верхнему краю камня.
Содержит надпись рунами «Гран сделал это захоронение (hvalf) в память о Карле, своем собрате» (Grani gærði hvalf þessi æftiʀ Karl, felaga sinn). Изначальное прочтение имени покойного — Карл — в настоящее время считается ошибочным. В тексте надписи стоит имя или прозвище  : kal : (Каль), которое полностью аналогично именам на рунических камнях Sö 109 и U 498, и соответствует современному слову Kål — «капуста».
Возможно, погибший скандинав и Гран, поставивший камень, были выходцами с острова Готланд, потому что в тексте надписи употреблено слово half (курган), распространенное на Готланде и менее употребляемое в других областях Швеции, равно как и подобная форма камня распространена на Готланде.
В настоящее время камень находится в Одесском археологическом музее.